# Brachionus sessilis
Brachionus sessilis är en hjuldjursart som beskrevs av Zoltan Varga 1951. Brachionus sessilis ingår i släktet Brachionus och familjen Brachionidae. Inga underarter finns listade i Catalogue of Life.